# Lasioglossum tegulare
Lasioglossum tegulare är en biart som först beskrevs (som Halictus tegularis) av Robertson 1890. Den ingår i släktet smalbin och familjen vägbin. Inga underarter finns listade i Catalogue of Life. Arten finns i östra Nordamerika.

## Beskrivning
Huvud och mellankropp är ljusgröna med ett varmgult, metalliskt skimmer. Labrum är ibland rödaktig, medan den översta halvan av clypeus är svartbrun och den undre halvan, tillsammans med partiet just ovanför käkarna, är guldglänsande. Antennerna och benen är bruna, vingarna har brunaktiga ribbor och stora, rödaktiga vingbaser med bred, svartbrun kant. Just vingbaserna (på latin tegulae) är så speciella att de har givit namn åt hela arten: tegulare). Bakkroppen är svartbrun, men bakkanterna på tergiterna och stergiterna är rödbruna till halvgenomskinligt gulbruna. Arten är ett helt litet bi: Honan blir 4 till 5 mm lång, hanen 3,4 till 4,7 mm.

## Utbredning
Lasioglossum tegulare finns i östra Nordamerika från södra Ontario i Kanada till New Hampshire i USA och vidare söderöver med sydgräns från Missouri över Tennessee och norra Alabama och norra Georgia till norra South Carolina och North Carolina. Den betraktas som en vanlig art.

## Ekologi
Arten är polylektisk, den flyger till blommande växter från 35 familjer, de artrikaste är korgblommiga växter, flockblommiga växter, korsblommiga växter och ärtväxter. Flygtiden varar från mars eller april till oktober. Boet grävs ut i jord under marknivån.